# Villa medicea di Lappeggi
(Giovan Battista Fagiuoli, Rime Piacevoli)

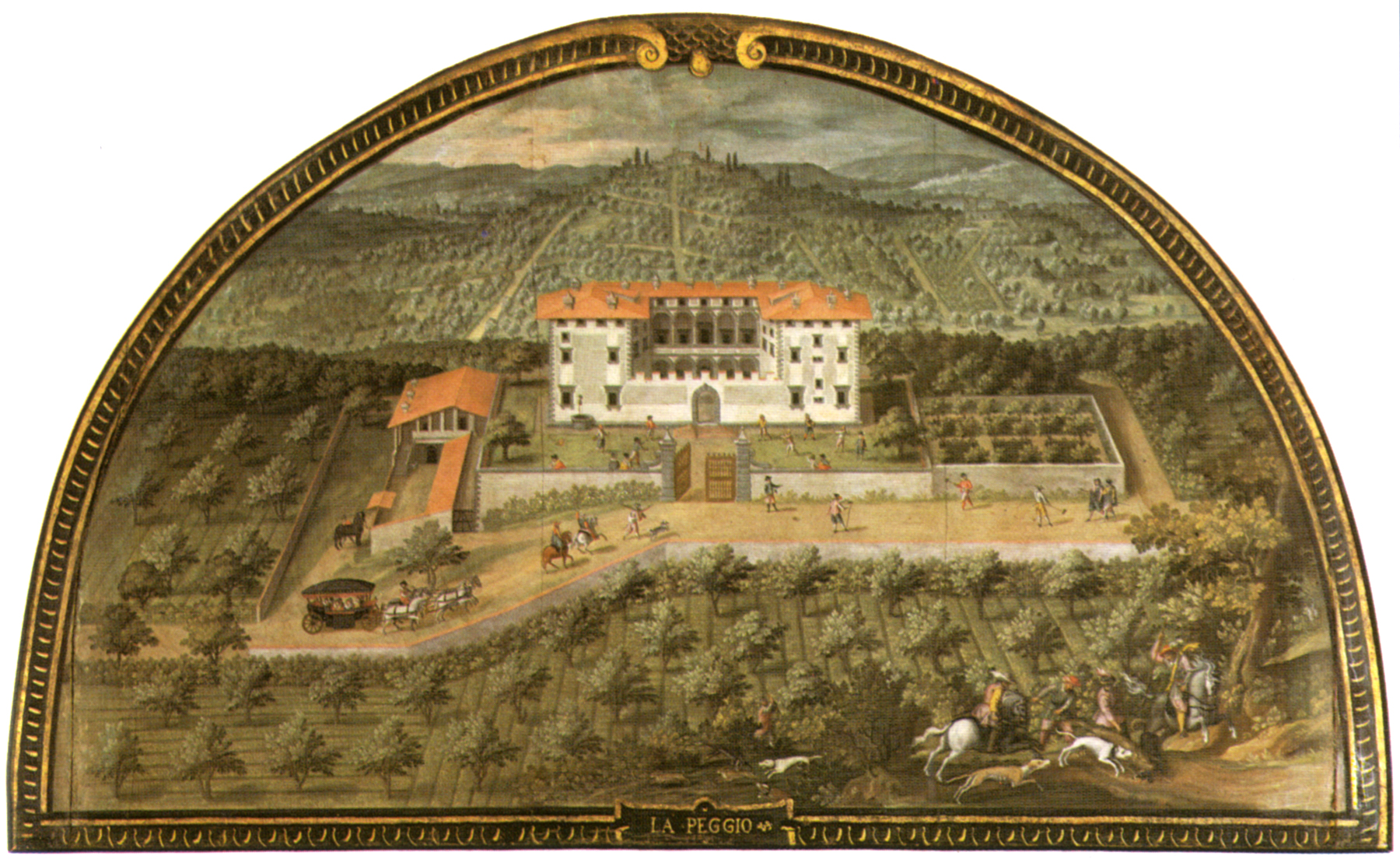
La Peggio, Giusto Utens, lunette affrescate già alla Villa di Artimino

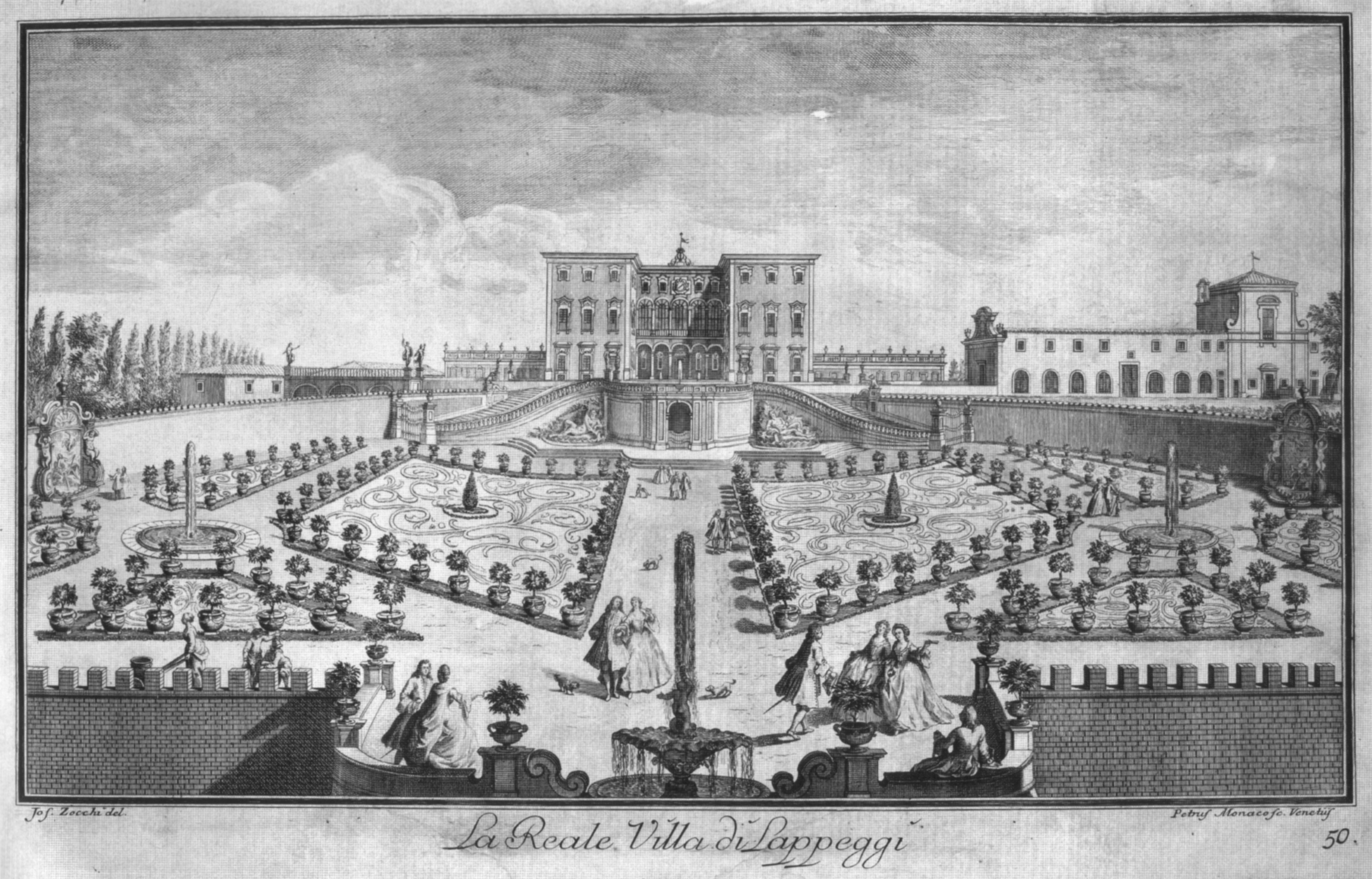
La Real Villa di Lappeggi, Giuseppe Zocchi, veduta al tempo di Carlo de' Medici

La villa Medicea di Lappeggi si trova tra le località di Antella e Grassina, frazioni di Bagno a Ripoli, in via di Lappeggi 42, a pochi chilometri dal confine sud-est del comune di Firenze.

## Storia
Chiamata anche Appeggio o La Peggio, prende il nome dal crinale del colle su cui sorge. Anticamente qui esisteva una dimora della famiglia Bardi, che dopo vari passaggi di proprietà, tra i quali i Bartolini Salimbeni e i Ricasoli, fu venduta da questi ultimi al principe Francesco de' Medici nel 1569. La posizione della tenuta era particolarmente gradevole: vicina alla città, ma circondata dalla campagna.

### Francesco I
Francesco la affidò al suo architetto di fiducia Bernardo Buontalenti, che la ristrutturò dandogli quella forma che si può oggi ammirare nella lunetta affrescata dipinta da Giusto Utens nel 1599-1602: un edificio con la pianta a ferro di cavallo, con un cortile centrale chiuso sul lato anteriore da un muro merlato con l'accesso tramite un portone principale. La facciata principale si dispiegava sul cortile con due loggiati sovrapposti. Lo stesso Utens raffigura alcuni degli svaghi che si conducevano alla villa: battute di caccia e giochi con la palla.
Il giardino era costituito da una parte murata con aiuole geometriche, un prato e un "pomario" con gli alberi da frutto, il tutto circondato da un ampio podere coltivato.
Ferdinando I de' Medici la assegnò all'emblematico Don Antonio de' Medici il figlio di Francesco I misconosciuto dalla famiglia perché frutto della controversa relazione tra Francesco e Bianca Cappello. Per un periodo vi visse anche Camilla Martelli, dopo la morte di Cosimo I. Passò in seguito a Giovanni Antonio Orsini, per tornare poi tra i beni della casata medicea nel 1640, assegnata a Don Mattias, fratello del Granduca Ferdinando II. Questo personaggio era governatore a Siena, quindi usò la villa solo occasionalmente, ed alla sua morte passò al fratello del nuovo Granduca Cosimo III, il cardinale Francesco Maria de' Medici.

### Il cardinale Francesco Maria

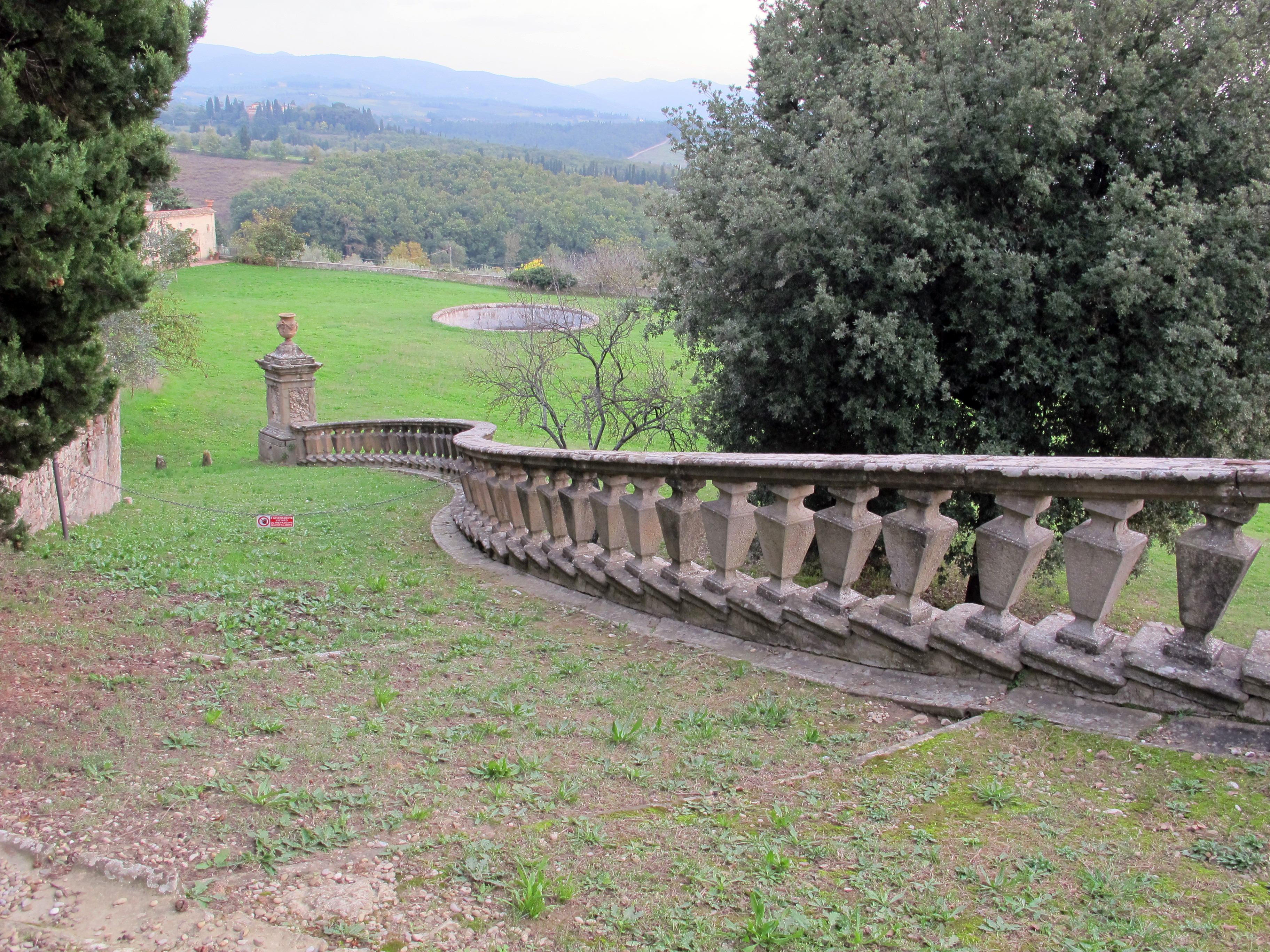
Una rampa della scalinata al giardino

Il cardinale, a differenza del predecessore, prese a cuore Lappeggi e ne iniziò un processo di ristrutturazione completa. Chiamò l'architetto di corte Antonio Ferri, nell'intento dichiarato di emulare la magnificenza di Pratolino. Il Cardinale scelse il progetto più ambizioso del Ferri, ma spuntò un prezzo di meno della metà di quanto richiesto per i lavori (trentamila ducati invece di novantamila), giustificandosi che per lui era sufficiente che la villa durasse fino al termine dei suoi giorni.
Il giardino e il parco vennero così sistemati scenograficamente su livelli diversi, con viali delimitati da siepi di alloro, piante di agrumi, fontane, sculture e ninfei. La villa veniva riorganizzata con una suddivisione in quattro padiglioni, detti a seconda dei colori delle drapperie che li rivestivano Appartamento Giallo, Turchino, Rosso e Verde.
L'interno venne decorato dai principali artisti del periodo rococò fiorentino: Alessandro Gherardini, Pier Dandini e il decoratore Rinaldo Botti.
La villa era la sede della personale corte del cardinale, sede di banchetti, divertimenti e orge smodate che ben si inquadravano in un clima di decadenza come il Settecento, con il cardinale abituato a intrattenimenti poco consoni alla porpora. Questo stile di vita ci è stato tramandato dal poeta Giovan Battista Fagiuoli.
Col tempo la villa venne arricchita anche di un teatro, di un padiglione come Kaffeehaus e di una sala da gioco per la pallacorda. Tra gli ospiti illustri si ricorda nel 1709 il Re Federico IV di Danimarca, protagonista in città di un episodio imbarazzante con una monaca di clausura (vedi box nell'articolo Porta San Gallo).
La vita spensierata e frivola alla corte di Lappeggi venne interrotta dalla morte del Cardinale nel 1710, poco tempo dopo la sua rinuncia alla porpora cardinalizia e il suo infelice matrimonio con Eleonora Gonzaga, con il quale si tentò di dare un erede alla casata dei Medici, minacciata di estinzione, come sarebbe inesorabilmente accaduto poco meno di trent'anni dopo.
A descrivere l'aspetto della villa in questo periodo aureo ci restano alcune descrizioni e vedute, tra le quali una famosa stampa dell'incisore Giuseppe Zocchi.

## Altri possessori

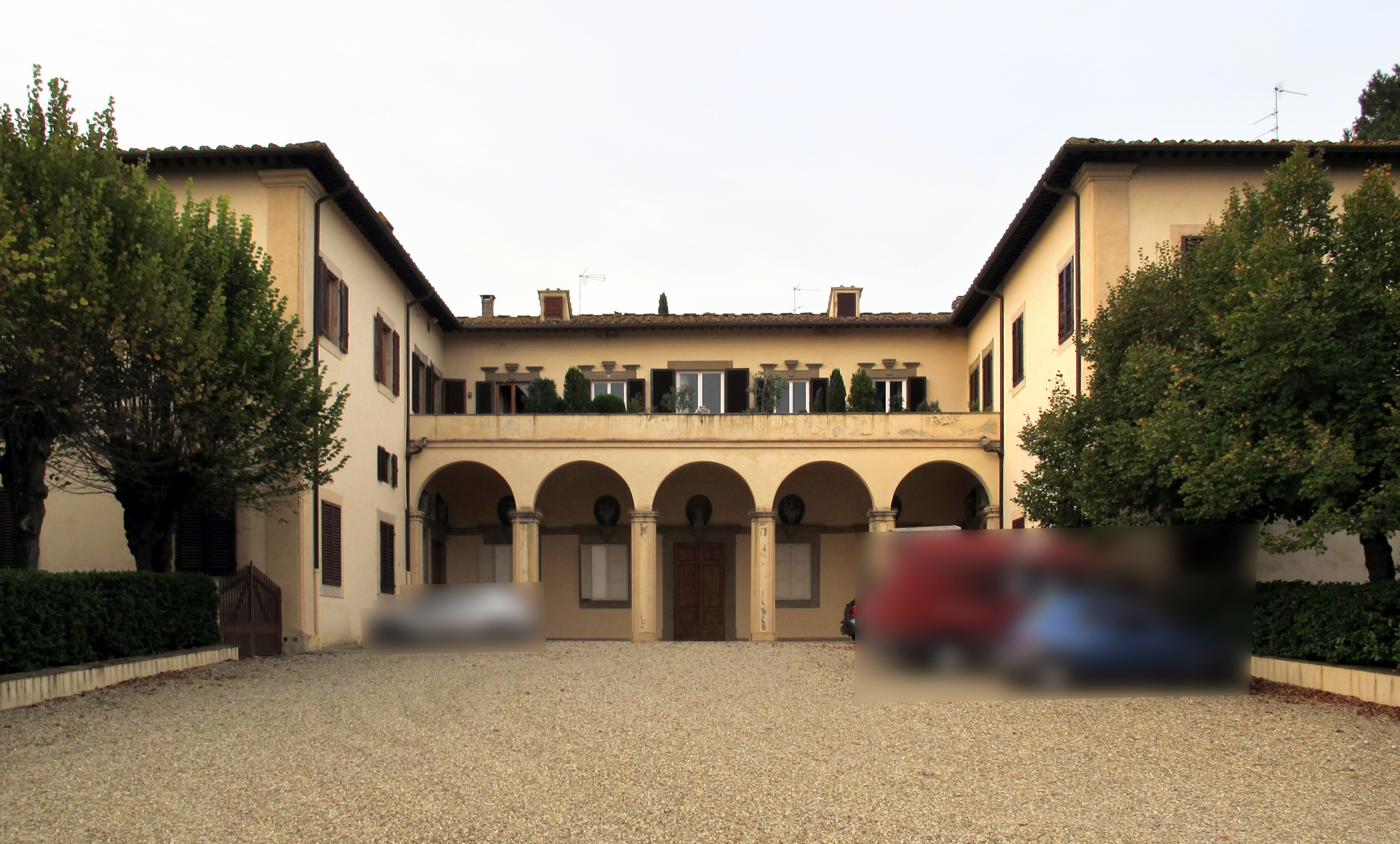
La villa

La villa tornò così al Granduca Cosimo III, che nel 1713 perse il figlio destinato a succedergli Ferdinando e decise di vendere la villa alla vedova Violante di Baviera. Mentre la casata si avviava all'estinzione (l'unico altro figlio maschio di Cosimo era Gian Gastone, manifestatamente omosessuale), Violante radunò alla villa per un breve periodo artisti e letterati, e collezionando una serie di ritratti, un sommesso "canto del cigno" di un'epoca che stava per tramontare per sempre.
Con l'arrivo dei Lorena a Firenze, le ville suburbane vennero trascurate e in parte alienate. Questa sorte toccò anche a Lappeggi, che nel 1816 fu venduta alla famiglia Capacci. Con la demolizione dell'ultimo piano e la trasformazione del giardino in podere si ebbero delle profonde trasformazioni che alterarono per sempre la grandeur della tenuta. Da allora rimase sempre in mani private (si ricorda il pittore Karoly Markò dal 1846 al 1860 e anche il celebre scultore Giovanni Dupré che vi abitò dal 1875), fino ad oggi, per cui non è aperta al pubblico. Oggi del periodo del suo massimo splendore resta solo la scala che si apre davanti alla villa e la grotta sottostante con decorazione a conchiglie.